# Suzy Chaffee
Suzanne Stevia „Suzy“ Chaffee (* 29. November 1946 in Rutland, Vermont) ist eine ehemalige US-amerikanische Skirennläuferin, Freestyle-Skierin und Schauspielerin.

## Biografie
Chaffee lernte das Skilaufen im Alter von drei Jahren von ihrer Mutter, die in den 1940er Jahren selbst eine erfolgreiche Skirennläuferin war. Mit 19 Jahren errang sie bei den Alpinen Skiweltmeisterschaften 1966 in Portillo den 4. Platz in der Abfahrt. Den Alpinen Skiweltcup 1967 beendete sie trotz eines schweren Sturzes in Vail, nach dem sie die Saison beenden musste, auf Platz 10 der Abfahrtsläuferinnen und Platz 16 der Gesamtwertung der Damen. Als Kapitänin des US-Damenteams enttäuschte sie zwar mit Platz 28 im Abfahrtslauf bei den Olympischen Winterspielen 1968 in Grenoble. Dennoch hinterließ sie zum Abschluss ihrer sportlichen Karriere in ihrem hautengen silbernen Rennanzug einen bleibenden Eindruck. Später (1971–1973) errang sie im Freestyle-Skiing dreimal einen Weltmeistertitel und prägte insbesondere die Disziplin Ballett entscheidend mit. Im Jahr 1988 wurde sie in die US-amerikanische National Ski Hall of Fame aufgenommen.
Nach mehreren Engagements in Werbefilmen für den US-amerikanischen Markt (Chapstick, Revlon, Danone, Seagram) wirkte sie in Kinofilmen wie Ski Lift to Death und Feuer und Eis (1986; Regie: Willy Bogner junior) mit. Chaffee engagierte sich in den USA politisch für gleiche Rechte von Mädchen im Schulsport und war als erste Frau Mitglied im Nationalen Olympischen Komitee der Vereinigten Staaten und unter vier US-Präsidenten Mitglied des President’s Council on Fitness, Sports, and Nutrition.
Chaffee kommt aus einer sehr skilaufinteressierten Familie: ihr Bruder Rick trat ebenfalls im alpinen Skirennlauf bei den Olympischen Winterspielen 1968 an. Ihr Cousin Jonathan war Biathlet und zusammen mit seiner Schwester Kim ebenfalls Skirennläufer für die Harvard University.

## Werke
- Suzy Chaffee, Bill Adler: The I Love NY Fitness Book. Morrow, New York City 1983, ISBN 0-688-02040-2.